# Conimex

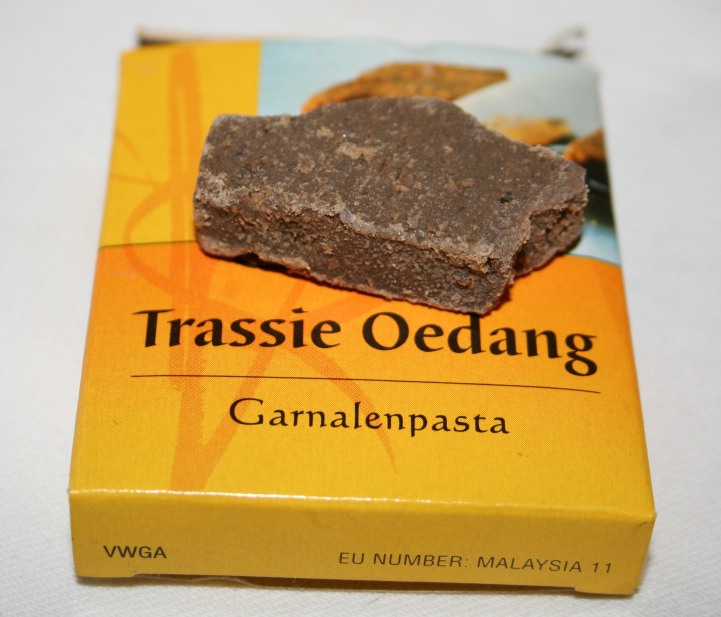
Trassie Oedang

Conimex is een merknaam van het  Finse voedingsmiddelenconcern Paulig. Conimex produceert ingrediënten om Oosterse gerechten te bereiden. Het assortiment bestaat uit Aziatisch georiënteerde producten in een kenmerkende uniforme serie gele verpakkingen. Naar aanleiding van de verkoop aan Paulig eind 2024, noemde De Volkskrant Conimex "een iconisch merk dat Nederland ketjap leerde eten".
De merknaam is van oorsprong een Nederlandse afkorting van Conserven import export maatschappij. Het is geen 'global brand', maar in Unilever-termen een 'local jewel', wat inhoudt dat het slechts in één of enkele markten verkocht wordt; in dit geval in de Benelux. Sinds januari 2008 verzorgt Van Tol Import-Export uit Bodegraven de export van Conimex-producten wereldwijd voor Unilever Benelux. In december 2024 maakte Unilever de verkoop van Conimex bekend aan het Finse voedselbedrijf Paulig.
Conimex benoemt anno 2025 onder andere de volgende productgroepen: kroepoek, boemboes, kruidenmixen, droge kruiden, ketjap, sambal, noodles, sauzen, soepen, wokolie, -saus en -pasta.

## Geschiedenis
De conserven import export maatschappij, een handelsonderneming gevestigd in Baarn, werd in 1932 opgericht als naamloze vennootschap door de notariszoon Ton Schouten, die startte als importeur van ansjovis, sardines en olijfolie. Het kantoor en de productieafdeling werden gevestigd in het verbouwde koetshuis van notaris Schouten senior aan de Eemnesserweg. Al gauw kwamen er producten bij, zoals macaroni en spaghetti uit Italië en Kellogg's Cornflakes uit de Verenigde Staten.
Vier jaar na de oprichting begon het bedrijf zich toe te leggen op de import van rijst en specerijen uit Nederlands-Indië, op de productie van nasi goreng en bami in blik aangepast aan de Hollandse smaak, en op de productie van sambal. Dit was te danken aan het uit Nederlands-Indië afkomstige echtpaar Wim en Elisabeth Millenaar, dat er in het nabijgelegen Hilversum een cateringservice voor Indische maaltijden op na hield. Meneer Millenaar was een gepensioneerde KNIL-militair met de nodige handelscontacten in Nederlands-Indië en zijn vrouw was Indisch en kende daardoor de recepten. Een van de belangrijkste klanten was de Koninklijke Marine waar traditiegetrouw eenmaal per week een rijsttafel (de zogenaamde blauwe hap) wordt geserveerd. 
Tijdens de Duitse bezetting lag de zaak qua Indische producten vrijwel stil, omdat er vanuit Nederlands-Indië niet meer geïmporteerd kon worden. Enkel de sambal kon nog geleverd worden, omdat deze in Nederland gemaakt werd met Spaanse pepers uit het Westland. Verder legde Conimex zich tijdelijk toe op het maken van surrogaat zoals juspoeder, bouillonpasta en chocovit.
In 1944 overleed Schouten. Zijn zaken werden na de Tweede Wereldoorlog voortgezet door zijn compagnon A.J.M. Sterneberg. Doordat Indonesië zichzelf inmiddels onafhankelijk had verklaard, en het importeren van producten uit Indonesië daarom ingewikkelder was geworden, zag Sterneberg zich genoodzaakt om producten voortaan uit andere landen te importeren. Ook werden meer producten voortaan in Nederland vervaardigd, die vervolgens via filiaalbedrijven als Albert Heijn werden afgezet. Bij het zilveren jubileum in 1957 werkten er 115 mensen bij Conimex.
In de tweede helft van de 20e eeuw breidde het bedrijf het assortiment uit met producten als mie, kroepoek en ketjap. Men zocht een nieuwe doelgroep in de kwart miljoen Indische Nederlanders die na de onafhankelijkheid van Indonesië naar Nederland kwamen. Met het productassortiment had de firma buiten de Indische toko's lange tijd geen concurrentie. Daarnaast werden de 'typisch oosterse' producten geregeld aangepast aan de gemiddelde Nederlandse smaak.
In 1972 kwam Conimex in Britse handen. De multinational Reckitt & Colman bezat op dat moment al enkele jaren een minderheidsbelang in Conimex, en nam het bedrijf in maart 1972 volledig over. Er werkten op dat moment 175 mensen voor de onderneming.
In 1990 verkocht Reckitt & Colman het bedrijf door aan de Amerikaanse onderneming Corn Products Company (CPC), het latere Bestfoods, dat in 2000 weer werd overgenomen door Unilever. De productie werd in de jaren negentig verplaatst naar industrieterrein De Noordschil, later ging het "droge deel" van de productie naar de Knorrfabriek in Loosdrecht en kwamen de "natte producten" van Knorr naar de fabriek in Baarn. In 2005 werd de gehele productie in Baarn stopgezet en verplaatst naar Unileverfabrieken elders in Europa. In Baarn waren toen zo'n 110 medewerkers actief. Een deel van de productie bleef nog enkele jaren in Loosdrecht, tot de productie in 2008 alsnog verplaatst werd naar locaties in landen als Duitsland, Zwitserland, Frankrijk en Polen.
Per 1 april 2025 is de overname van Conimex door Paulig afgerond. Paulig is een internationaal opererend Fins familiebedrijf dat voeding en dranken produceert. Het bedrijf is actief in 13 landen en verkoopt in Nederland onder ander producten onder de naam Santa Maria (vooral producten in de categorie Tex-Mex). 